# 兰维莱尔 (瓦兹省)
兰维莱尔（法語：Rainvillers）是法国瓦兹省的一个市镇，属于博韦区（Beauvais）奥纳伊县（Auneuil）。该市镇总面积6.5平方公里，2009年时的人口为873人。

## 人口
兰维莱尔人口变化图示